# Lista de campeãs do carnaval de Cubatão

## Campeãs
- Esta é uma lista de escolas de samba campeãs do Carnaval de Cubatão.

| Ano  | Campeã(s) | Vice-Campeã(s) | 3º. Lugar | Quarto lugar | Ref   |
| 1978 | Independência do Casqueiro | | | | [ 1 ] |
| 1979 | Independência do Casqueiro | | | | [ 1 ] |
| 1980 | Independência do Casqueiro | | | |       |
| 1981 | Independência do Casqueiro | | | |       |
| 1982 | Independência do Casqueiro | | | |       |
| 1983 | Independência do Casqueiro | GRCSES Nações Unidas | | |       |
| 1984 | Independência do Casqueiro | | | |       |
| 1985 | | | | |       |
| 1986 | | | GRCSES Nações Unidas | |       |
| 1987 | GRCSES Nações Unidas | | | |       |
| 1988 | GRCSES Nações Unidas | | | |       |
| 1989 | Não ocorreram os desfiles. | Não ocorreram os desfiles. | Não ocorreram os desfiles. | Não ocorreram os desfiles. |       |
| 1990 | GRCSES Nações Unidas | | | |       |
| 1991 | GRCSES Nove de Abril | | | |       |
| 1992 | GRCSES Nações Unidas | | | |       |
| 1993 | GRCSES Nações Unidas | | | |       |
| 1994 | | | | |       |
| 1995 | | | | |       |
| 1996 | GRCSES Nações Unidas | | | |       |
| 1997 | | | | |       |
| 1998 | | | | |       |
| 1999 | | | | |       |
| 2000 | Independência do Casqueiro | GRCSES Nações Unidas | | |       |
| 2001 | Não Houve concurso | Não Houve concurso | Não Houve concurso | Não Houve concurso |       |
| 2002 | | | | |       |
| 2003 | | | | |       |
| 2004 | GRCSES Nações Unidas | Independência do Casqueiro | GRCSES Nove de Abril | Unidos do Morro |       |
| 2005 | Independência do Casqueiro | GRCSES Nações Unidas | GRCSES Nove de Abril | Unidos do Morro |       |
| 2006 | Independência do Casqueiro | GRCSES Nações Unidas | GRCSES Nove de Abril | Unidos do Morro |       |
| 2007 | Independência do Casqueiro | GRCSES Nações Unidas | Unidos do Morro | GRCSES Nove de Abril |       |
| 2008 | Independência do Casqueiro | GRCSES Nações Unidas | Unidos do Morro | GRCSES Nove de Abril |       |
| 2009 | Independência do Casqueiro | GRCSES Nações Unidas | Unidos do Morro | - |       |
| 2010 | Independência do Casqueiro | A Unidos do Morro | GRCSES Nações Unidas | - |       |
| 2011 | Independência do Casqueiro | GRCSES Nações Unidas | Unidos do Morro | - |       |
| 2012 | Independência do Casqueiro | GRCSES Nações Unidas | Unidos do Morro | - |       |
| 2014 | Independência do Casqueiro | Unidos do Morro | Nações Unidas | - |       |
| 2015 | Independência do Casqueiro | Unidos do Morro | Nações Unidas | - |       |
| 2016 | Desde então a prefeitura de Cubatão vem comentendo grave crime contra o Patrimônio Imaterial e Cultural de Cubatã ao não realizar os desfiles das escolas de samba.o | Desde então a prefeitura de Cubatão vem comentendo grave crime contra o Patrimônio Imaterial e Cultural de Cubatã ao não realizar os desfiles das escolas de samba.o | Desde então a prefeitura de Cubatão vem comentendo grave crime contra o Patrimônio Imaterial e Cultural de Cubatã ao não realizar os desfiles das escolas de samba.o | Desde então a prefeitura de Cubatão vem comentendo grave crime contra o Patrimônio Imaterial e Cultural de Cubatã ao não realizar os desfiles das escolas de samba.o |       |
| 2017 | | | | |       |
| 2018 | | | | |       |
| 2019 | | | | |       |
| 2020 | | | | |       |
| 2021 | | | | |       |
| 2022 | | | | |       |
| 2023 | | | | |       |
| 2024 | | | | |       |
| 2025 | | | | |       |
| 2026 | | | | |       |